# Vajskovský potok
Vajskovský potok je 17,3 km dlouhý potok v regionu Horní Pohroní, v okrese Brezno. Je to pravostranný přítok Hronu. Na horním toku protéká jednou z nejdelších dolin v Nízkých Tatrách, takřka 10 km dlouhou Vajskovskou dolinou. Na konci doliny vytváří soustavu vodopádů a v její dolní části se prořezává bralnatým územím.

## Popis toku
Potok pramení v Nízkých Tatrách na východním svahu vrchu Kotliská (1937 m n. m.), pod hlavním hřebenem Ďumbierských Tater, v nadmořské výšce 1680 m n. m. Od pramene teče nejprve na jihovýchod, postupně se stáčí na jihozápad, na dolním toku teče nejprve na jih a postupně k ústí na jihozápad. Protéká obcemi Dolná Lehota, Vajsková a Lopej.
Přítoky Vajskovského potoka:
- zprava má několik přítoků z východních svahů Skalky (1980 m n. m.), dva přítoky z oblasti Smrečin, potok z jižního svahu Skalky, Bôrovský potok, přítok z oblasti Páleničky;
- zleva několik přítoků od Liptovské hoľe, přítok od Pálenice, z Melicherové doliny, Červená voda a přítok z jižního úpatí Doliniek.

Ústí do Hronu v obci Lopej v nadmořské výšce 439 m n. m.
Z geomorfologického hlediska je součástí celků Nízké Tatry (podcelek Ďumbierské Tatry) a Horehronské podolí (podcelek Lopejská kotlina).